# Instituto para la Gobernanza Mundial
El Instituto para la Gobernanza Mundial (GGI por las siglas en inglés de Global Governance Institute) es un laboratorio de ideas (think tank) internacional, independiente y sin ánimo de lucro con sede en Bruselas. Se fundó en 2010 y reúne a importantes responsables de la formulación de políticas, académicos y profesionales con el fin de diseñar, fortalecer y mejorar enfoques prospectivos de la gobernanza global a través de la investigación, la educación y el asesoramiento sobre políticas.
La visión del GGI es un orden mundial más equitativo, pacífico y sostenible basado en organizaciones internacionales eficaces y responsables, un estado de derecho mundial y un empoderamiento del individuo que trascienda culturas y fronteras. El GGI considera especialmente importante el impacto del sistema de las Naciones Unidas y su cooperación con organizaciones regionales fuertes, la sociedad civil y coaliciones progresistas de países miembros. 
El GGI es el único laboratorio de ideas de Bruselas que centra su labor mayoritariamente en el sistema de las Naciones Unidas y aborda los retos internacionales desde una perspectiva de gobernanza mundial. Además de sus actividades de investigación, educación y asesoramiento sobre políticas, también organiza un programa de prácticas en gobernanza mundial para estudiantes universitarios y de posgrado jóvenes y talentosos, con el apoyo del programa Erasmus+ de la Unión Europea.

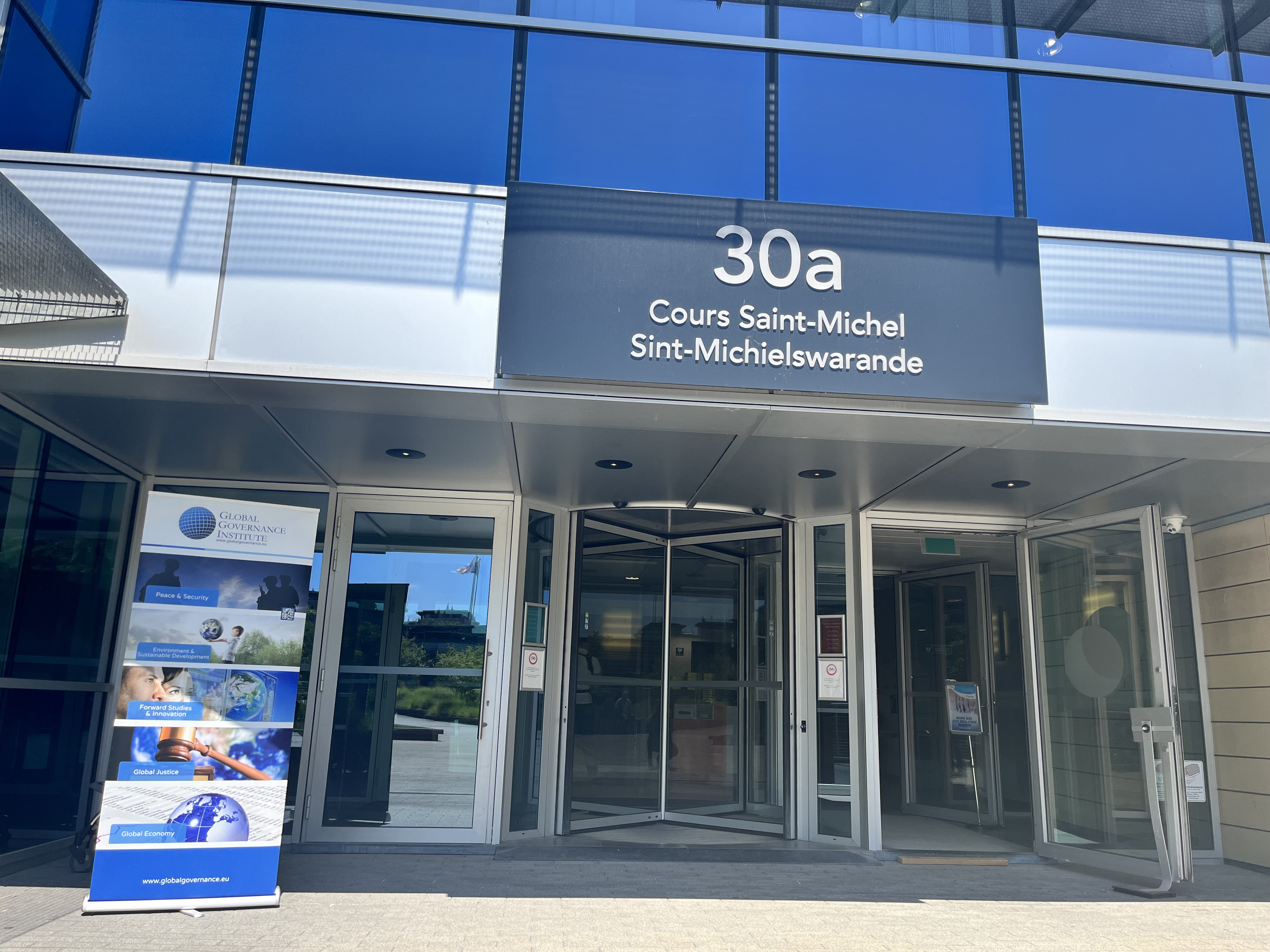
Oficina del Instituto de Gobernanza Mundial en Bruselas

El GGI también actúa como Secretaría de la Red Europea de Excelencia Docente (E-NOTE), con sede en la Unidad mundial de educación e innovación del GGI, y como centro en Bruselas de la Universidad Europea para el Bienestar (EUniWell). 

## Historia y organización
El GGI fue fundado en 2010 por el experto en seguridad internacional Joachim Koops, Christof Tatschl (exjefe de personal de la Brigada de Alta Disponibilidad para Operaciones de la ONU), Benedikt Franke (director ejecutivo de la Conferencia de Seguridad de Múnich ) y Aaron Leopold (experto en desarrollo sostenible). Es una organización no gubernamental sin ánimo de lucro (ASBL/VZW) según la legislación belga. El objetivo de la creación del GGI fue lanzar en el entorno de los responsables políticos con sede en Bruselas un laboratorio de ideas independiente en investigación, educación y políticas, dedicado enteramente a las cuestiones de gobernanza mundial con el sistema de las Naciones Unidas en su núcleo. 
En el Informe sobre la gobernanza mundial de 1995, de la Comisión sobre Gobernanza Mundial, se hacía especial hincapié en la manera en que los Estados miembros de la ONU, la sociedad civil y las organizaciones regionales podrían abordar los retos mundiales de manera más eficaz e inclusiva. El GGI recibió su financiación inicial del Departamento de Desarrollo Internacional del Reino Unido y se centró especialmente en la intersección del desarrollo sostenible, los derechos humanos y la paz. Los proyectos iniciales exploraron las ramificaciones del acaparamiento de tierras y la propiedad de la tierra en los países en desarrollo, así como cuestiones más amplias de gobernanza mundial desde una perspectiva de "potencias emergentes".
Gran parte del trabajo del GGI también se ha centrado en cómo la Unión Europea y las Naciones Unidas pueden cooperar para abordar los principales desafíos de la gobernanza mundial, en particular en el campo de la paz y la seguridad, la justicia penal internacional y la gestión de crisis. En 2015, el GGI coorganizó la única consulta a nivel europeo del Grupo Independiente de Alto Nivel sobre Operaciones de Paz (HIPPO) de las Naciones Unidas y dirigió varios proyectos sobre la cooperación entre la UE y las Naciones Unidas en la consolidación de la paz.
En años más recientes, las iniciativas del GGI en materia de investigación, educación y asesoramiento sobre políticas incluyeron proyectos sobre enfoques regionales para las operaciones de paz de las Naciones Unidas, el aumento de la resiliencia urbana en el nexo de políticas locales y mundiales, la prevención de conflictos y la mediación en ellos, la protección de los civiles y la gobernanza mundial de la inteligencia artificial.
El GGI cuenta actualmente con un equipo de gestión a tiempo completo y más de 40 socios residentes y no residentes con sede en Bruselas, así como en 4 continentes, que trabajan en investigación orientada a educación y capacitación, políticas y asesoramiento sobre políticas en áreas centrales de gobernanza mundial en las áreas deː
- Paz y seguridad (con especial énfasis en las operaciones de paz y consolidación de la paz de las Naciones Unidas)
- Justicia mundial y derechos humanos (incluido el derecho internacional humanitario y la protección de los civiles)
- Gobernanza ambiental mundial
- Economía mundial
- Educación e innovación en un contexto mundial
- La gobernanza mundial de la inteligencia artificial
- Implicaciones europeas y mundiales de la invasión rusa de Ucrania (Programa Ucrania)

La junta directiva del GGI está compuesta por:
- Joachim Koops (presidente)
- Silviu Piros (director general)
- Benedicto Franke
- Cristobal Tatschl
- Clara Cotroneo
- Eitan Buchalter

## Proyectos de investigación y asesoramiento sobre políticas
El GGI lleva a cabo una amplia gama de proyectos de investigación y asesoramiento sobre políticas y desafíos transnacionales de gobernanza mundial, que incluyen cuestiones relacionadas con la educación superior desde una perspectiva europea y mundial. En unos casos los financia el propio GGI y en otros, organismos como la Comisión Europea (en el marco del Séptimo Programa Marco de Investigación y Desarrollo, 7PM, Erasmus+), el Servicio Europeo de Acción Exterior, el Parlamento Europeo, el Ministerio de Defensa alemán, el Ministerio de Defensa francés y la Fundación Heinrich Boell. El GGI no recibe ningún subsidio estructural por parte de ninguna organización o gobierno.

## Educación y formación
La misión del GGI también incluye la capacitación sobre temas centrales de la gobernanza mundial, así como formación sobre las dimensiones europeas y mundiales de la propia educación. El GGI coopera con diversas universidades, como la Universidad Europea para el Bienestar (EUniWell), la Real Academia Militar Belga, la Universidad de Georgetown en Washington D. C., la Universidad John Cabot en Roma y la Universidad Linneo en Suecia. El GGI también ha sido socio fundador de la Red Europea de Excelencia Docente (E-NOTE) y actúa como su secretaría, promoviendo formación para docentes, personal y gerentes de educación superior sobre cómo promover una enseñanza excelente basada en la evidencia. 
El GGI también organiza, en cooperación con la Real Academia Militar de Bélgica, una escuela de verano intensiva de 10 días sobre paz mundial, seguridad y estudios estratégicos, así como una escuela de verano de una semana sobre inteligencia artificial y gobernanza mundial. También se centra en programas de prácticas para jóvenes estudiantes universitarios y de posgrado a través de su programa de pasantías en gobernanza mundial.

## Talleres y eventos
El GGI organiza talleres y eventos periódicos para aumentar la concienciación y el compromiso de los expertos y la ciudadanía sobre los principales retos de la gobernanza mundial y sus posibles soluciones. Estos eventos son autofinanciados por el instituto o forman parte de proyectos de investigación o educación financiados externamente. A menudo, los eventos se organizan conjuntamente con instituciones de educación superior, organizaciones de la sociedad civil u organizaciones regionales e internacionales.

## Publicaciones
GGI publica periódicamente en abierto análisis (estudios completos y a fondo), documentos informativos e informes sobre políticas.

## Podcast “La era de la IA: política, derecho y sociedad”
La sección de inteligencia artificial y gobernanza mundial del GGI elabora el podcast interdisciplinario Age of IA: Politics, Law, Society (La era de la inteligencia artificial: política, Derecho y sociedad, anteriormente conocido IR in the Age of AI, Las relaciones internacionales en La era de la inteligencia artificial). El podcast está moderado por Medlir Mema y Christopher Lamont e incluye conversaciones a fondo sobre las dimensiones políticas, legales y sociales de la inteligencia artificial desde una perspectiva mundial. 